# Hội Vật lý Anh
Hội Vật lý Anh (Institute of Physics, viết tắt là IOP) là hiệp hội nghề nghiệp và học tập trong những vực vật lý tại  Vương quốc Liên hiệp Anh và Bắc Ailen với mục tiêu phát triển giáo dục, nghiên cứu và ứng dụng vật lý học. Tên gọi tiếng Anh của hiệp hội này là Institute of Physics thường khiến nhiều người Việt Nam hiểu nhầm là Viện Vật lý như một cơ quan nghiên cứu. Rất nhiều nhà vật lý xuất chúng ở Anh và trên thế giới từng là hội viên của hội này.
IOP được thành lập năm 1874 và có hơn 23 ngàn hội viên từ khắp thế giới. IOP đồng thời là hiệp hội vật lý đại diện cho cả Vương quốc Anh và Cộng hòa Ailen. IOP cung cấp các dịch vu tư vấn nghề nghiệp cho hội viên, đồng thời cũng cấp các chứng chỉ ngành nghề chuyên nghiệp như Chartered Physicist (CPhys - nhà vật lý), hay Chatered Engineer (CEng – kỹ sư vật lý). IOP cũng sở hữu một nhà xuất bản học thuật, IOP Publishing, với hơn 80 tập san khoa học chuyên ngành.

## Lịch sử
Hội Vật lý Anh lần đầu tiên được thành lập ngày 14 tháng hai 1874 tại Luân Đôn với tên gọi Hội Vật lý Luân Đôn (Physical Society of London) bởi Frederick Guthrie (một nhà vật lý, hóa học người Anh) sau một số cuộc họp với một nhóm các nhà vật lý là hội viên Hội Hoàng gia Luân Đôn. Ấn phẩm khoa học đầu tiên của hội là Proceedings of the Physical Society (sau này được đổi thành Journal of Physics – hệ thống tâp san khoa học vật lý còn tồn tại cho đến ngày nay). Hội này được thành lập với 29 hội viên ban đầu, có mục tiêu truyền bá và khuyến khích nghiên cứu vật lý, và chủ tịch đầu tiên là nhà hóa học John Hall Gladstone.

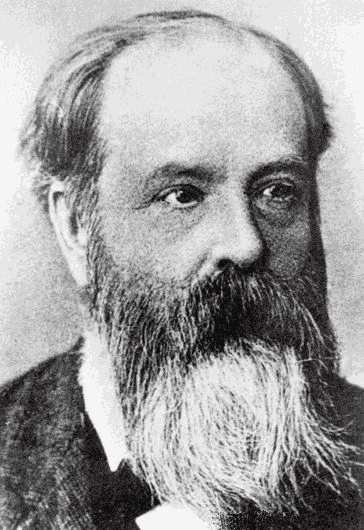
Frederick Guthrie (1833 – 1886) người sáng lập IOP.

Đầu thế kỷ 20, khi ngành vật lý phát triển mạnh ở Anh, nhu cầu về hiệp hội nghề nghiệp trở lên lớn dần, một hiệp hội mới độc lập được thành lập vài băn 1918 mang tên Institute of Physics (Hiệp hội Vật lý) với chủ tịch đầu tiên được bầu là nhà vật lý Richard Glazebrook. Hiệp hội phát triển theo hướng hiệp hội nghề nghiệp (vật lý), và xuất bản tập san khoa học đầu tiên vào năm 1922 (tập san Journal of Scientific Instruments – Tạp chí Thiết bị Khoa học). Năm 1934, Hiệp hội xuất bản tập san thứ hai mang tên Reports on Progress in Physics – Báo cáo về Những Tiến bộ Trong Vật lý (hiện nay là một trong những tạp chí uy tín nhất thế giới trong lĩnh vực vật lý). Hiệp hội hoạt động mạnh trong việc hỗ trợ đào tạo ngành nghề vật lý và chứng chỉ ngành nghề chuyên nghiệp cho hội viên.
Năm 1960, sau nhiều thảo luận, Hội Vật lý Luân đôn và Hiệp hội Vật lý thống nhất thành một hiệp hội ngành nghề duy nhất. Tên gọi được biết đến như ngày nay Hội Vật lý Anh (Institute of Physics) được thiết lập vào năm 1970 sau khi được cấp Hiến chương Hoàng gia. Chủ tịch IOP hiện tại (từ năm 2019) là Jonathan Flint (CEO tập đoàn công nghệ Oxford Instruments.

## Thành viên
Tính đến năm 2020, IOP có hơn 23 ngàn hội viên (bao gồm cả ở Vương quốc Liên hiệp Anh và Bắc Ireland, Cộng hòa Ireland và trên thế giới), bao gồm bốn cấp độ hội viên: hội viên tập sự (Associate member - thường viết tắt là AMInstP - thường dành cho các hội viên là sinh viên chưa tốt nghiệp, những người đang học nghề), hội viên chính thức (member - thường dùng là MInstP - là các hội viên đã hành nghề), học giả (Fellow - FInstP) và hội viên danh dự (Hon.FInstP). Danh hiệu học giả (FInstP) chỉ cấp cho những người đã trở thành hội viên chính thức với những thành tựu xuất sắc trong nghiên cứu và giảng dạy thông qua đề cử và đánh giá.
Tất cả các hội viên (trừ hội viên danh dự) phải đóng hội phí từng năm (từ 105 bảng Anh  đến 146 bảng Anh một năm).

## Chứng chỉ nghề nghiệp và hỗ trợ giáo dục
IOP cấp các chứng chỉ hành nghề (chuyên nghiệp) trong một số danh mục nghề nghiệp thuộc lĩnh vực vật lý và kỹ thuật, bao gồm các chứng chỉ:
- Nhà vật lý (Chartered Physicist – CPhys)
- Kỹ sư (Chartered Engineer - CEng)
- Kỹ thuật viên Kỹ thuật (Engineering Technician - EngTech)
- Kỹ sư tổng hợp (Incorporated Engineer - IEng)
- Nhà khoa học (Registered Scientist - RSci)
- Kỹ thuật viên Khoa học (Registered Science Technician - RSciTech)

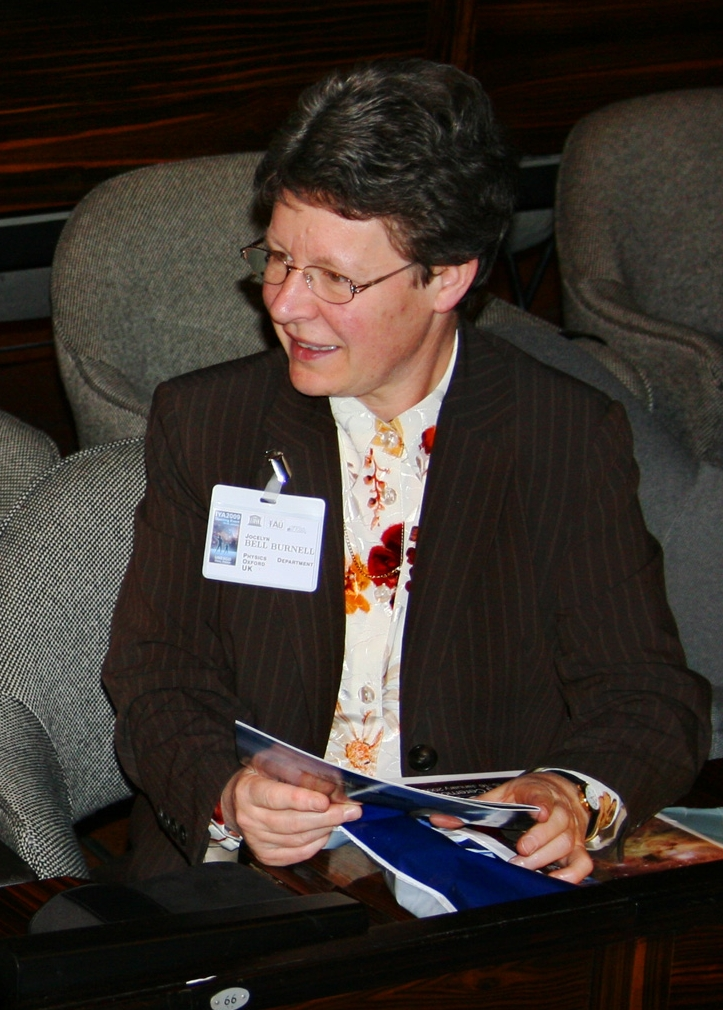
Jocelyn Bell Burnell, nhà vật lý thiên văn, nữ chủ tịch đầu tiên của IOP.

Trong các chứng chỉ này, ngoại trừ CPhys được cấp độc lập bởi IOP, các chứng chỉ khác được IOP cấp từ đề cử của các hội đồng khoa học kỹ thuật cho các cá nhân thuộc nhóm ngành liên quan tới IOP. Cho đến năm 2001, CPhys được cấp tự động cho mọi hội viên chính thức, nhưng sau đó, chứng chỉ này chỉ được cấp độc lập với hội viên dựa trên thẩm định học vấn. Kể từ năm 2012, chứng chỉ CPhys chỉ có giá trị 3 năm cho mỗi lần cấp. Người được cấp CPhys cần có trình độ tối thiểu là thạc sĩ. Và kể từ năm 2020, IOP yêu cầu các những người giữ chứng chỉ CPhys cần cập nhật hồ sơ hoạt động nghề nghiệp thường niên.
Liên quan tới phát triển đào tạo, IOP cũng là cơ quan thẩm định các chương trình đào tạo vật lý (hoặc liên quan) ở cấp độ đại học và dự bị đại học, đồng thời cung cấp tư vấn về các chương trình đào tạo vật lý. IOP cũng tham gia việc hỗ trợ đào tạo và phát triển các hoạt động khoa học trong các trường phổ thông tại Anh, đồng thời cấp nhiều học bổng cho nghiên cứu và giảng dạy vật lý.

## Hoạt động khoa học

### Xuất bản khoa học
IOP sở hữu một nhà xuất bản khoa học mang tên IOP Publishing, là một cơ quan xuất bản học thuật có trụ sở chính ở thành phố Bristol (Anh) và nhiều trụ sở khác nhau trên thế giới như Philadelphia, Washington, D.C., Bắc Kinh, Tokyo,.. IOP Publishing bắt đầu hoạt động từ năm IOP được thành lập (1874) và hiện nay vẫn là một trong những nhà xuất bản khoa học uy tín trên thế giới, với nhiều tập san khoa học thuộc nhiều chuyên ngành khác nhau về vật lý và kỹ thuật. Bên cạnh các tập san khoa học, IOP Publishing cũng xuất bản tạp chí khoa học đăng tải tin tức, khoa học thường thức (tạp chí Phyicsworld) và sách chuyên khảo.

### Hội thảo khoa học
IOP tổ chức nhiều hội thảo khoa học chuyên ngành thường niên trong các lĩnh vực vật lý và khoa học vật liệu do các tiểu ban chuyên môn của IOP đảm trách. Hầu hết các hội thảo khoa học của IOP đều ưu đãi (giảm giá hoặc miễn phí) phí tham dự cho các hội viên. Tạp chí IOP: Conference Series thường được dùng làm nơi đăng kỷ yếu các bài tham dự các hội thảo của IOP.

### Phổ biến khoa học
IOP cũng là tổ chức tiên phong tại Vương quốc Liên hiệp Anh và Bắc Ireland trong các hoạt đồng truyền bá và phổ biến khoa học trong các lĩnh vực vật lý. IOP có các hoạt động thường niên tại các tuần lễ khoa học quốc gia, tài trợ các dự án phổ biến khoa học cho các trường học tại Vương quốc Anh, và cả các giải thương vinh danh các tổ chức và cá nhân có đóng góp lớn cho việc phổ biến các tri thức khoa học vật lý tới công chúng.

## Giải thưởng
IOP đã thiết lập nhiều giải thưởng thường niên trao cho các cá nhân và tập thể xuất sắc trong nhiều lĩnh vực nghiên cứu, giảng dạy và truyền bá vật lý. Giải thưởng đầu tiên được thành lập từ năm 1914 và hầu hết là các huy chương mang tên các nhà vật lý học xuất sắc. Một số giải thưởng danh giá có thể kể đến như:
- Huy chương Faraday: được thành lập từ năm 1914 với tên gọi ban đầu là Giải thưởng & Huy chương Guthrie,được đặt theo tên chủ tịch đầu tiên của IOP, được trao cho các nhà vật lý thực nghiệm xuất sắc. Cho đến năm 1965, giải thưởng này được trao dưới dạng giải thưởng và bài giảng đại chúng. Huy chương được chính thức trao từ năm 1966, và tên gọi Huy chương Faraday được chính thức đổi tên từ năm 2008. Đây có thể coi là một giải thưởng danh giá nhất của IOP với nhiều khôi nguyên Nobel Vật lý từng được trao giải thưởng này.
- Huy chương Paul Dirac: giải thưởng được thành lập từ năm 1987, tưởng nhớ nhà vật lý người Anh Paul Dirac, được trao cho các cá nhân có đóng góp xuất sắc cho vật lý lý thuyết và vật lý tính toán. Huy chương Paul Dirac cũng là một trong những giải thưởng vật lý danh giá nhất trên thế giới với nhiều người được trao giải Nobel Vật lý sau khi nhận giải thưởng này (ví dụ như Peter Higgs, Roger Penrose, David J. Thouless,..).
- Huy chương Isaac Newton: bắt đầu trao từ năm 2008, cho tất cả các lĩnh vực của vật lý, cho các nhà nghiên cứu (không giới hạn quốc tịch) có những đóng góp xuất sắc cho vật lý.

Các giải thưởng của IOP được thông báo hàng năm và cập nhật trên website của Hội.